# Björksjön (Fredrika socken, Lappland)
Björksjön är en sjö i Åsele kommun i Lappland och ingår i Gideälvens huvudavrinningsområde. Sjön har en area på 0,127 kvadratkilometer och ligger 314 meter över havet.

## Delavrinningsområde
Björksjön ingår i det delavrinningsområde (710788-162647) som SMHI kallar för Utloppet av Björksjön. Medelhöjden är 333 meter över havet och ytan är 3,13 kvadratkilometer. Det finns inga avrinningsområden uppströms utan avrinningsområdet är högsta punkten. Vattendraget som avvattnar avrinningsområdet har biflödesordning 2, vilket innebär att vattnet flödar genom totalt 2 vattendrag innan det når havet efter 127 kilometer. Avrinningsområdet består mestadels av skog (59 procent) och sankmarker (35 procent). Avrinningsområdet har 0,13 kvadratkilometer vattenytor vilket ger det en sjöprocent på 4,1 procent.